# オワイヒー郡 (アイダホ州)
オワイヒー郡（英: Owyhee County）は、アメリカ合衆国アイダホ州の南西隅に位置する郡である。面積ではアイダホ郡に次いでアイダホ州では2番目に大きな郡である。2010年国勢調査での人口は11,526人であり、2000年の10,644人より8.3％増加した。郡庁所在地はマーフィー（人口97人、統計調査指定地域）であり、同郡で人口最大の都市はホームデール市（人口2,633人）である。1863年12月31日に設立され、郡名はハワイ人罠猟師に因んで名付けられた。オワイヒー郡はボイシ・ナンパ大都市圏に属している。

## 歴史
オワイヒー郡は1863年12月31日にアイダホ準州議会によって最初の郡として設立された。北にあるネズパース郡とアイダホ郡がワシントン準州の一部としてオワイヒー郡より先にできていたが、アイダホ準州によって認知されたのは1864年になってからだった。
オワイヒー郡の当初の郡域は「スネーク川の南、ロッキー山脈の頂部より西にある領地」とされていた。これには現在のツインフォールズ郡、カシア郡、パワー郡が含まれていた。オワイヒー郡が現在の領域となったのは1879年だった。
オワイヒーという名前は「ハワイ」（"Hawaii"）という言葉を異なる綴りで表したものである。1778年にジェームズ・クック船長がサンドウィッチ諸島（現在のハワイ諸島）と名付けたものを発見したとき、ハワイ先住民と出遭い、これを「オワイヒー」と呼んだ。ハワイ先住民は頑健な体格と航海術を注目され、多くの者がヨーロッパやアメリカの船舶に乗組員として雇用された。多くの「オワイヒー」はアメリカの北西部海岸まで行ってコロンビア川沿いで職を見つけ、罠猟師の遠征隊に加わるか、毛皮交易基地の幾つかで働いた。
3人の「オワイヒー」がドナルド・マッケンジーのスネーク川遠征隊に加わり、モントリオールに本拠を置くカナダ毛皮交易業者である北西会社のために毎年スネーク地方に入った。この3人は1819年から1820年の冬に本隊を離れて未踏の地域を探検し、その地域がオワイヒー川とオワイヒー山脈と呼ばれるようになった。彼らは死んだものと推測され、どこに行ったかについても情報が得られていない。この地域で失踪した「オワイヒー」を記念するために、イギリス人毛皮用罠猟師達がこの地域をオワイヒーと呼ぶようになり、その地名が定着した。
オワイヒー郡の歴史は19世紀後半のアイダホを席捲した鉱山ブームに密接に関わっている。郡内にあるシルバーシティとルビーシティが当時栄え、現在は州内でも有名なゴーストタウンになっている。最盛期は1880年代であり、オワイヒーはアイダホ準州で最も人口が多い郡だった。現在では人口希薄になっており、人口密度は1.4人/平方マイル (0.5 人/km²) となっている。

## 地理
アメリカ合衆国国勢調査局に拠れば、郡域全面積は7696.71平方マイル (19,934.4 km2)であり、このうち陸地は7677.98平方マイル (19,885.9 km2)、水域は18.72平方マイル (48.5 km2)で水域率は0.24％である。
郡域のほとんどすべては山の中の砂漠であり、ヤマヨモギと玄武岩の豊富な峡谷がある。西部のオワイヒー山脈が景観を支配しており、ヘイデン峰は標高8,403フィート (2,561 m) である。最低地点は郡の北西隅であり、スネーク川のオレゴン州境地点は2,000フィート (610 m) 強となっている。スネーク川が北側郡境の大半を構成し、オレゴン州境からエルモア郡のグレンズフェリーのすぐ西まで伸びている。スネーク川の支流ブルノー川はネバダ州から流れ出て北に向かい、郡の東部を通っている。オワイヒー川は郡の南西部に始まり、西のオレゴン州に流れている。最終的にオレゴン州ナイサの南、州境でスネーク川に合流する。

### 隣接する郡

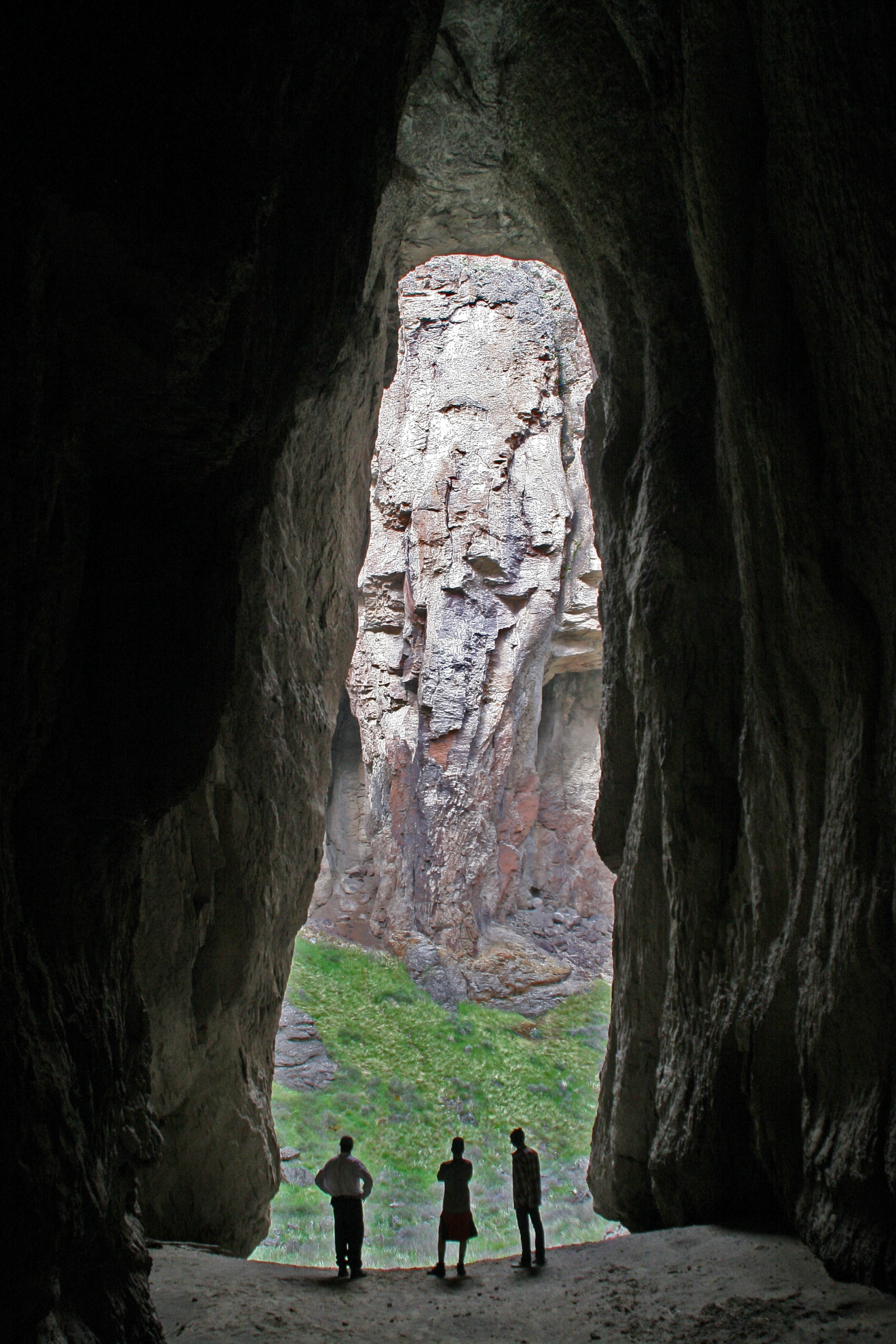
ブルノー川・ジャービッジ川原生地

- キャニオン郡 - 北
- エイダ郡 - 北
- エルモア郡 - 北
- ツインフォールズ郡 - 東
- エルコ郡 (ネバダ州) - 南
- ハンボルト郡 (ネバダ州) - 南西
- マルヒュア郡 (オレゴン州) - 西

### 国立保護地域
- ブルノー川・ジャービッジ川原生地
- ディアフラット国立野生生物保護区（部分）
- リトルジャックス・クリーク・アンド・ビッグジャックス・クリーク原生地
- ノースフォーク・オワイヒー・アンド・ポール・クリーク原生地
- オワイヒー川原生地
- スネーク川猛禽類国立保存地域（部分）

## 人口動態
以下は2000年の国勢調査による人口統計データである。
| 基礎データ - 人口: 10,644人 - 世帯数: 3,710 世帯 - 家族数: 2,756 家族 - 人口密度: 0.5人/km2（1.4人/mi2） - 住居数: 4,452軒 - 住居密度: 0軒/km2（1/mi2） 人種別人口構成 - 白人: 76.87% - アフリカン・アメリカン: 0.15% - ネイティブ・アメリカン: 3.21% - アジア人: 0.47% - 太平洋諸島系: 0.08% - その他の人種: 16.50% - 混血: 2.72% - ヒスパニック・ラテン系: 23.10% 先祖による構成 - アメリカ人：14.3％ - ドイツ系：12.5％ - イギリス系：10.4％ - アイルランド系：8.1％ | 年齢別人口構成 - 18歳未満: 31.9% - 18-24歳: 8.5% - 25-44歳: 26.5% - 45-64歳: 20.9% - 65歳以上: 12.1% - 年齢の中央値: 33歳 - 性比（女性100人あたり男性の人口） - 総人口: 109.0 - 18歳以上: 107.6 世帯と家族（対世帯数） - 18歳未満の子供がいる: 37.8% - 結婚・同居している夫婦: 61.2% - 未婚・離婚・死別女性が世帯主: 8.7% - 非家族世帯: 25.7% - 単身世帯: 21.8% - 65歳以上の老人1人暮らし: 9.5% - 平均構成人数 - 世帯: 2.85人 - 家族: 3.35人 収入と家計 - 収入の中央値 - 世帯: 28,339米ドル - 家族: 32,856米ドル - 性別 - 男性: 25,146米ドル - 女性: 20,718米ドル - 人口1人あたり収入: 13,405米ドル - 貧困線以下 - 対人口: 16.9% - 対家族数: 14.2% - 18歳未満: 20.8% - 65歳以上: 12.1% |

## 都市と町
- ブルノー
- ギブンスホットスプリングス
- グランドビュー
- ホームデール
- マーシング
- マーフィー - 郡庁所在地
- リドル
- シルバーシティ - ゴーストタウン
- ディックシューター

## 新聞
- 「ザ・オワイヒー・アバランチ」、週刊紙

## ギャラリー

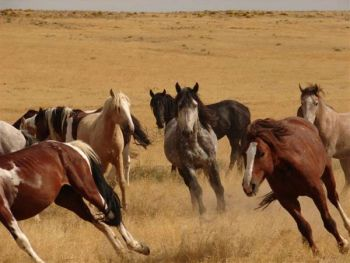
セイラー・クリークの野生馬
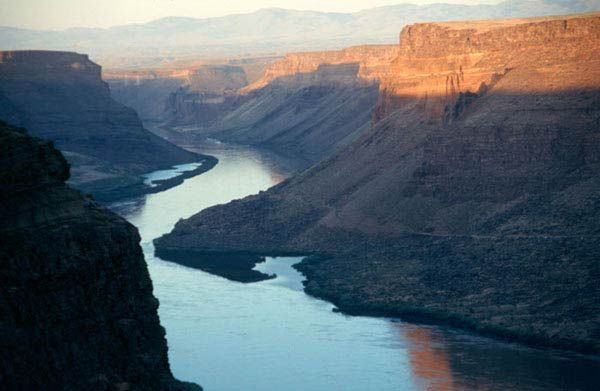
スネーク川猛禽類国立保存地域